# Аккурган (футбольный клуб)
Аккурган — советский футбольный клуб из Ташкентской области. Основан не позднее 1967 года. С 1967 года по 1969 год играл в классе «Б», далее упоминается в турнирах КФК.

## Достижения
- Во второй лиге — 12 место (в зональном турнире Средней Азии класса «Б» 1968 год).
- В Кубке СССР — 3 место в 1/4 зонального финала (1967/1968).